# Dąbrowa Górnicza
Dąbrowa Górnicza és una ciutat del sud de Polònia (al Voivodat de Silèsia) en el Zagłębie Dąbrowskie, prop de Katowice i Sosnowiec. Dąbrowa Górnicza és una de les ciutats de la conurbació de Katowice. Els habitants de la ciutat són 127,500 (Desembre de 2010).
El topònim Dąbrowa, deriva del polonès dąb (roure). Al segle xix era un important centre de la mineria del carbó i al seu nom s'hi va afegir, el 1919, l'adjectiu Górnicza (el qual es refereix a la mineria) per distingir-la de poblacions com Dąbrowa Tarnowska i Dąbrowa Białostocka.

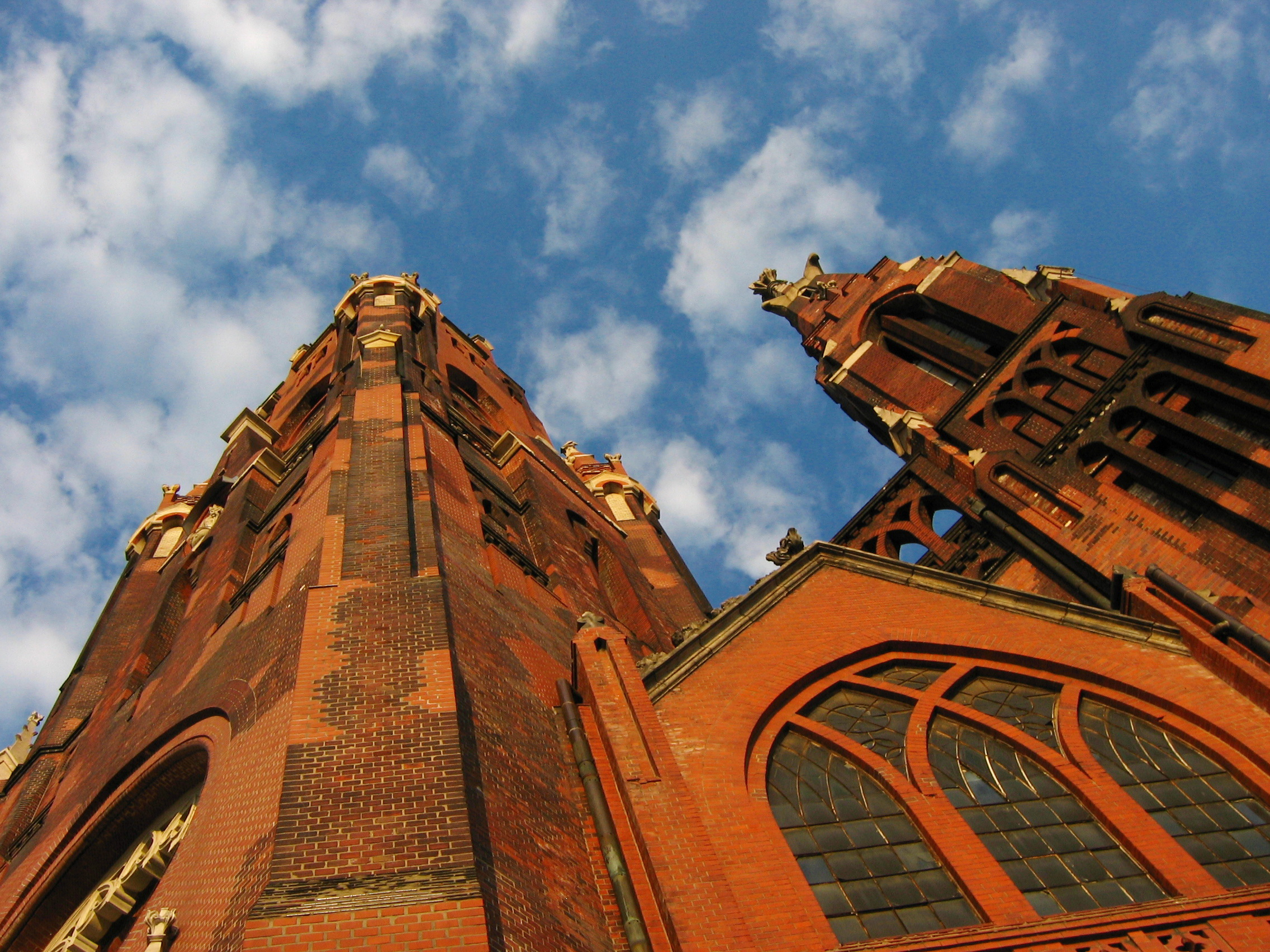
Església a Dąbrowa Górnicza

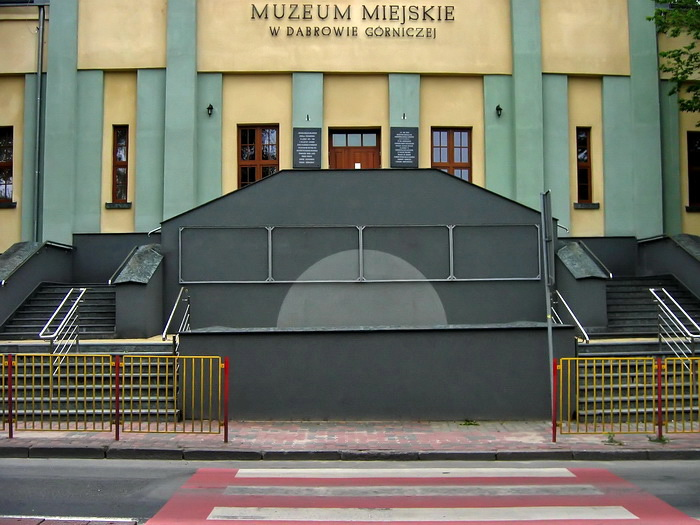
Museu